# Service Nouveau-Brunswick
Service Nouveau-Brunswick (SNB) (Service New Brunwick (SNB) en anglais) est une société d'État de la province du Nouveau-Brunswick. 
SNB fut créé à la fin des années 1990 par la fusion des fonctions d'enregistrement immobilier de la Société d'information géographique du Nouveau-Brunswick et de divers autres services publics fournis par le gouvernement provincial. Il s’agissait alors de la première agence multiservices du secteur public au Canada.
En 2015, SNB a fusionné avec l’Agence des services internes du Nouveau-Brunswick (ASINB), FacilicorpNB et le ministère des Services gouvernementaux pour constituer une société de la Couronne unique. Ce regroupement était conçu pour réunir des services communs au sein d’une seule et même entité, afin que celle-ci puisse offrir des services plus efficaces au gouvernement provincial et aux membres du public.
Un conseil d’administration est chargé de l’administration globale des activités et des affaires de Service Nouveau-Brunswick.
La vision de SNB est « l’excellence dans la prestation des services » et elle a pour mission « d’offrir aux clients des services innovants de qualité supérieure, tout en mettant l’accent sur la création de valeur pour tous les citoyens du Nouveau-Brunswick ».
SNB regroupe plusieurs secteurs d’activité :
- Elle fournit de nombreux services au public pour le compte de ministères et d’organismes, y compris le gouvernement du Canada et les municipalités du Nouveau-Brunswick. SNB offre trois voies de prestation : en personne grâce à un réseau de centres de services, par téléphone (TéléServices) et en ligne sur le site www.snb.ca.
- SNB offre à d’autres parties du gouvernement provincial des services communs, comme les technologies de l’information, la paie, les achats, le recouvrement et la traduction.
- La Division des services de santé de SNB dessert les régies régionales de la santé du Nouveau-Brunswick en offrant des services d’ingénierie clinique, d’approvisionnement, de buanderie et de lingerie aux hôpitaux et aux autres fournisseurs de soins de santé.
- Les Services d’évaluation foncière évaluent la valeur de tous les terrains, bâtiments et améliorations foncières au Nouveau-Brunswick. Ces données servent au calcul de l’impôt foncier annuel, en partenariat avec le ministère des Finances et le ministère de l’Environnement et des Gouvernements locaux.
- SNB gère les registres des biens réels et personnels de la province, à partir desquels elle offre au public des services d’information.
- SNB est responsable du maintien du réseau géodésique et du système de cartographie topographique de la province[3].

SNB compte environ 2 400 employés et dispose d’un budget annuel d’environ 266 000 000 $.

## Annexe